# Black and Blue (сингл)
Black and Blue (с англ. — «Черный и Синий») — двадцать седьмой в общем и первый с альбома OU812 сингл хард-рок группы Van Halen, выпущенный в мае 1988 года на лейбле Warner Bros..

## О сингле
Достиг 34-го места в списке "Billboard" Hot 100.
На обложке изображена обезьяна, сидящая на горе книг и держащая человеческий череп. Она задумчиво смотрит на него.
Чак Клостерман из Vulture.com: "В 1990 году сотрудница средней школы Нью-Гэмпшира Памела Смарт (Pamela Smart) использовала эту трудную песню из OU812, чтобы сексуально соблазнить 15-летнего студента, а затем убедить подростка убить её мужа".

## Список композиций
7" сингл США
| №  | Название                              | Длительность |
| -- | ------------------------------------- | ------------ |
| 1. | «Black and Blue» (сокращённая версия) | 4:59         |

| №  | Название             | Длительность |
| -- | -------------------- | ------------ |
| 1. | «A Apolitical Blues» | 3:48         |

7" Мексика
| №  | Название                                             | Длительность |
| -- | ---------------------------------------------------- | ------------ |
| 1. | «Azul Y Negro (Black and Blue)» (сокращённая версия) | 4:59         |

| №  | Название                                           | Длительность |
| -- | -------------------------------------------------- | ------------ |
| 1. | «Azul Y Negro (Black and Blue)» (альбомная версия) | 5:24         |

7" сингл Испания
| №  | Название         | Длительность |
| -- | ---------------- | ------------ |
| 1. | «Black and Blue» | 5:24         |

| №  | Название         | Длительность |
| -- | ---------------- | ------------ |
| 1. | «Black and Blue» | 5:24         |

## Участники записи
- Алекс Ван Хален — ударные
- Эдди Ван Хален — электрогитара, бэк-вокал, синтезатор
- Майкл Энтони — бас-гитара, бэк-вокал
- Сэмми Хагар — вокал